# Wiktor Dohadajło
Wiktor Hawryłowycz Dohadajło, ukr. Віктор Гаврилович Догадайло, ros. Виктор Гаврилович Догадайло, Wiktor Gawriłowicz Dogadajło (ur. 17 kwietnia 1960 w Kijowie) – ukraiński piłkarz, trener piłkarski.

## Kariera piłkarska

### Kariera klubowa
Wychowanek Szkoły Piłkarskiej w Kijowie. Występował w klubach SKA Kijów, Desna Czernihów i Okean Kercz.

## Kariera trenerska
Po zakończeniu kariery zawodniczej od 1987 do 1998 roku pracował na stanowisku starszego wykładowcy Państwowego Uniwersytetu Kultury Fizycznej i Sportu Ukrainy. W latach 1994–1998 oraz 1998-1999 również pomagał trenować młodzieżową reprezentację Ukrainy. W 1995 ukończył Wyższą Szkołę Trenerów Ukrainy i otrzymał dyplom najwyższej kategorii. W latach 1998–2001 pracował na stanowisku kierownika naukowo-metodycznego oddziału Federacji Piłki Nożnej Ukrainy, a w 2001-2005 na stanowisku zastępcy dyrektora sportowego oraz kierownika naukowo-sportowej grupy Szachtara Doniecka. W latach 2005–2007 pomagał trenować Czornomoreć Odessa, a od października do grudnia 2006 pełnił obowiązki głównego trenera Czornomorca. W sezonie 2007/08 prowadził zespół Kniaża Szczasływe, z którą zdobył awans do Perszej lihi. 12 grudnia 2008 otrzymał licencję trenerską kategorii PRO. W 2009 objął stanowisko głównego trenera kazachskiego Kazakmysa Sätbajew - beniaminka Priemjer-Ligi. Potem pracował ekspertem piłkarskim w radio i telewizji. W 2010 pełnił obowiązki głównego trenera Desny Czernihów. Na początku października 2010 zgodził się na propozycję Anatolija Buznika pomagać trenować Zirkę Kirowohrad, z którą pracował do 22 sierpnia 2011 roku. W grudniu 2011 podpisał roczny kontrakt z kazachskim klubem Okżetpes Kokczetaw, ale już 26 marca 2012 podał się do dymisji.

## Sukcesy i odznaczenia

### Sukcesy trenerskie
- mistrz Druhiej lihi Ukrainy: 2008

### Odznaczenia
- tytuł Honorowego pracownika kultury fizycznej i sportu Ukrainy.